# Ку (Ардеш)
Ку (фр. Coux) насеље је и општина у источној Француској у региону Рона-Алпи, у департману Ардеш која припада префектури Прива.
По подацима из 2011. године у општини је живело 1.708 становника, а густина насељености је износила 142,1 становника/km². Општина се простире на површини од 12,02 km². Налази се на средњој надморској висини од 201 метар (максималној 807 m, а минималној 170 m).

## Демографија
| 1962. | 1968. | 1975. | 1982. | 1990. | 1999. | 2011. |
| ----- | ----- | ----- | ----- | ----- | ----- | ----- |
| 780   | 806   | 953   | 1.418 | 1.501 | 1.464 | 1.708 |

График промене броја становника у току последњих година